# 宇宙审查假说
在广义相对论中，强形式和弱形式的宇宙审查假说（英語：cosmic censorship hypothesis）之提出，是为了从数学上解释引力奇点的结构。
在爱因斯坦场方程的解中存在隐藏于事件视界之内因而无法从时空的其他部分观察的奇点（就如同受到審查而無法顯露全貌）。没有隐藏于视界之内的奇点被称为“裸奇点”。弱形式的宇宙审查假说猜测，除了大爆炸是裸奇点之外，宇宙中不存在任何其他的裸奇点。这个假说由罗杰·彭罗斯在1969年提出。宇宙审查假说和所谓的编年审查是有所不同的。后者中每一条封闭类时曲线都穿过事件视界，从而可能阻止观察者对因果违背现象进行观察。

## 基础
由于奇点的物理行为是未知的，如果奇点可由时空其他部分观察到，那么因果關係就会断裂，物理学就可能失去预测的能力。根据彭罗斯-霍金奇点理论，由于在具有物理意义的情况下，奇点是不可避免的，这使得上述假说（裸奇点的存在将导致因果关系断裂）也变得不可避免。此外，如果裸奇点不存在，那么宇宙将成为确定性的——有可能仅根据某个时刻的宇宙状态（更精确地说，是一个被称为柯西曲面的类空的三维超曲面的状态），推测出宇宙的全部演进过程（或许需要排除隐藏在奇点视界中的有限空间）。宇宙审查假说如果失效，则会导致宇宙的确定性失效，因为还不可能从奇点的因果关系导出宇宙的时空行为。宇宙审查假说是物理学界正式关注的问题，一般提到黑洞的事件视界时，总会涉及某种形式的宇宙审查假说。
审查假说最早由罗杰·彭罗斯在1969年非正式的提出。宇宙审查假说看起来更像一个研究计划：找到一个具有物理学意义并可被严格证明或证伪的正式描述。

## 弱审查和强审查假说
弱审查和强审查是关于时空几何结构的两种数学猜想。
- 弱审查假说断言，奇点必须被隐藏在黑洞的事件视界之后。
- 强审查假说断言，广义相对论和经典力学一样，是确定性的理论。换句话说，确定性系统的状态在初始时刻就已注定。数学上，该猜想认为初始数据的最大柯西展开作为常规的洛仑兹流形不具有本征扩展性。

上述两个猜想在数学上是独立的。存在时空结构使得弱审查猜想成立而强审查猜想失效；同样存在时空结构使得强审查猜想成立而弱审查猜想失效。

## 例子
考虑具有质量{\displaystyle M}和角动量{\displaystyle J}的黑洞，可用克尔度规来导出沿着黑洞轨道运动的粒子的效应势能。该势能具有如下形式：
{\displaystyle V_{\rm {eff}}(r,e,l)=-{\frac {M}{r}}+{\frac {l^{2}-a^{2}(e^{2}-1)}{2r^{2}}}-{\frac {M(l-ae^{2})}{r^{3}}},a\equiv {\frac {J}{M}}}
其中，{\displaystyle r}是坐标半径，{\displaystyle e}和{\displaystyle l}分别是测试粒子的守恒能和角动量(从基灵矢量场导出构建)。
为了确保宇宙审查假说成立，黑洞需要满足{\displaystyle a<1}。这是由于只有当{\displaystyle a<1}满足时，奇点才会处于事件视界之内。这就相当于把黑洞的角动量限定在某个阈值之下，否则视界就不会存在。
下面的思维实验是根据Hartle的引力概念构建的：
考虑构建违背宇宙审查的特例，即使得黑洞的角动量增长并超过了阈值（假说初始角动量是小于阈值的）。这可以通过角动量为{\displaystyle l=2Me}的测试粒子完成。由于这个粒子具有角动量，只有当黑洞的最大势能满足小于{\displaystyle (e^{2}-1)/2}时才能捕获它。

## 问题
在如何明确宇宙审查猜想的定义方面，存在这样一些问题：
- 技术上很难正式定义奇点。
- 技术上可以定义拥有裸奇点的时空，但这个时空缺乏物理上的意义。关于这样的时空的经典例子是满足{\displaystyle M<|Q|}的萊斯納-諾德斯特洛姆解，这个解在{\displaystyle r=0}处有奇点，但该奇点不处于视界之内。为了正式定义宇宙审查，这种情况必须被排除。
- 在关于引力坍塌的简单模型中可能会出现焦散现象。这种可能性与引力坍塌模型所设定的物质密度有关，而与广义相对论无关，所以必须被排除。
- 引力坍塌模型的电脑模拟显示了裸奇点存在的可能性。但这些模型依赖于特定的设定（比如球对称）。这些特例必须被排除。

## 反例
Mark D. Roberts于1985年发现，标量爱因斯坦方程{\displaystyle R_{ab}=2\phi _{a}\phi _{b}}的精确解可推导出宇宙审查假说的反例：
{\displaystyle ds^{2}=-(1+2\sigma )dv^{2}+2dv\,dr+r(r-2\sigma v)\left(d\theta ^{2}+\sin ^{2}\theta \,d\phi ^{2}\right),\quad \phi ={\frac {1}{2}}\ln \left(1-{\frac {2\sigma v}{r}}\right),}
其中{\displaystyle \sigma }是常量。